# (4050) Mebailey
(4050) Mebailey es un asteroide perteneciente al cinturón de asteroides, descubierto el 20 de septiembre de 1976 por Claes-Ingvar Lagerkvist y el también astrónomo Hans Rickman desde el Observatorio de Kvistaberg, Uppsala, Suecia

## Designación y nombre
Designado provisionalmente como 1976 SF. Fue nombrado Mebailey en honor al astrónomo británico Mark E. Bailey.